# Юнацька збірна Камбоджі з футболу (U-17)
Юнацька збірна Камбоджі з футболу (U-17) — національна футбольна збірна Камбоджі, що складається із гравців віком до 17 років. Керівництво командою здійснює Футбольна федерація Камбоджі.
Головним континентальним турніром для команди є Юнацький кубок Азії, який з 2008 року розігрується серед команд з віковим обмеженням до 16 років і успішний виступ на якому дозволяє отримати путівку на Чемпіонат світу (U-17). Також може брати участь у товариських і регіональних змаганнях, зокрема у Юнацькому чемпіонаті АФФ з футболу (U-16), юнацькій першості серед країн, що входять до Федерації футболу АСЕАН.
Протягом 1980-х років брала участь у відбіркових турнірах на світову першість у форматі U-16.